# Busongeval Himarë
Op maandag 21 mei 2012 viel een autobus van een klif circa 80 meter diep in een ravijn nabij de Zuidwest-Albanese stad Himarë. Bij het ongeval vielen 13 doden, waaronder de chauffeur, en 25 gewonden. Acht zwaargewonden onder hen werden per helikopter naar een militair ziekenhuis in Tirana overgebracht. Op donderdag 24 mei werden twee gewonden van die groep voor nog meer gespecialiseerde zorgen naar Wenen gevlogen.
De bus vervoerde samen met een tweede autobus 75 derdejaarsstudenten taal- en letterkunde en drie docenten van de Aleksandër Xhuvani-Universiteit in 's lands vierde stad Elbasan naar de badplaats Sarandë voor een uitstap ter gelegenheid van hun diploma-uitreiking.

## Reacties
Premier Sali Berisha (PD), die in het Amerikaanse Chicago verbleef voor een NAVO-top, bood de betrokken families zijn medeleven aan. De regering riep dinsdag 22 mei uit tot dag van nationale rouw; op die dag werden alle vlaggen halfstok gehangen en beperkte de Radio Televizioni Shqiptar zich tot klassieke muziek. De begrafeniskosten werden door het kabinet gedragen.
President Bamir Topi (PD) en PS-voorzitter Edi Rama bezochten de plaats van het ongeval en gaven bloed. Rama verklaarde dat de drie door de PS bestuurde steden in de omgeving, Himarë, Orikum en Vlorë, alles in het werk stelden om mee hulp te verlenen.
Voorts kwamen er condoleanceberichten van de Kosovaarse president Atifete Jahjaga, premier Hashim Thaçi, parlementsvoorzitter Jakup Krasniqi en minister van Buitenlandse Zaken Enver Hoxhaj, en van de Turkse ambassade te Tirana.